# 江安镇 (如皋市)
江安镇是中华人民共和国江苏省南通市如皋市下辖的一个镇。位于如皋西南部，与靖江、泰兴市接壤。魏晋南北朝时，此地为长江北岸线，当时江堤经常溃决成灾，取吉利，定名“江安”。
2005年与黄市镇合并。2013年3月18日，江苏省人民政府批复同意撤销江安镇、高明镇，将原江安镇所辖区域与原高明镇所辖陈庄、黄庄、西庄3个村委会以及胜利、周庄、章庄3个居委会区域合并，设立新的江安镇，镇政府驻原江安镇府前街166号。

## 行政区划
江安镇下辖以下村级行政区划单位：
镇中社区、宁通社区、徐葛社区、周群社区、徐黄社区、戈堡社区、环池社区、黄市新村社区、中心社区、联络新村社区、朗庙村、新建村、百新村、佘圩村、葛市村、北园村、六团村、申九村、鄂埭村、徐柴村、黄建村、曹杜村、陈严村、合作村、马堡村、胜利社区、周庄社区、章庄社区、陈庄村、西庄村和黄庄村。